# Alfonso Manrique de Lara
Alfonso Manrique de Lara (Segura de León, 1471/1476 – Siviglia, 28 settembre 1538) è stato un cardinale e arcivescovo cattolico spagnolo.
Era figlio di Rodrigo Manrique, duca di Nájera e conte di Paredes, e della sua terza moglie, Elvira Castañeda.

## Biografia
Studiò all'Università di Salamanca ove ottenne il dottorato.
Il 6 settembre 1499 fu nominato vescovo di Badajoz.
Il 18 agosto 1516 fu trasferito alla sede episcopale di Cordoba.
Il 31 agosto 1523 fu promosso arcivescovo di Siviglia. Divenne grande inquisitore di Spagna, titolo cui rinunciò.
Papa Clemente VII lo elevò al rango di cardinale nel concistoro del 22 febbraio 1531, con il titolo di cardinale presbitero di San Callisto. Nel 1532 optò per il titolo di cardinale presbitero dei Santi XII Apostoli.
Non prese parte al conclave del 1534 che elesse papa Paolo III
.
Morì in seguito a una caduta da cavallo.

## Successione apostolica
La successione apostolica è:
- Vescovo Miguel Ramírez de Salamanca, O.P. (1533)
- Vescovo Sebastián Obregón, O.S.B. (1535)